# Werner Lutz (Politiker)
Werner Lutz (* 6. März 1950; † 22. Dezember 2009 vor Mauritius) war ein deutscher Volkswirt und Politiker.
Lutz gehörte seit 1978 dem Bundesvorstand der Deutschen Jungdemokraten (DJD), dem damaligen Jugendverband der FDP, an und wurde 1981 als Nachfolger von Christoph Strässer zum Bundesvorsitzenden gewählt.  Auf dem übernächsten Bundesjugendtag 1983 wurde er von Martin Budich abgelöst. Zu Lutz’ Amtszeit trennten sich nach der Bonner Wende 1982 die Jungdemokraten von der FDP. Lutz war 1984 einer der Herausgeber der Liberalen Drucksachen.
Lutz war Diplom-Volkswirt und Politologe und arbeitete als Verwaltungsdezernent für die Bezirksregierung Hannover. 1992 wurde er erster Geschäftsführer der Stadtwerke in Frankfurt (Oder), ab 1999 leitete er für ein Jahrzehnt die Holding GmbH der Stadtwerke Frankfurt am Main. Lutz lebte zuletzt in Kronberg im Taunus.